# استان کامپوباسو

استان کامپوباسو (به ایتالیایی: Provincia di Campobasso) از استان‌های کشور ایتالیا است. استان کامپوباسو در مرکز این کشور قرار دارد. مرکز این استان شهر کامپوباسو و زیرمجموعه ناحیه مولیز می‌باشد. مساحت این استان ۲٬۹۰۹ کیلومتر مربع و جمعیت آن ۲۳۰٬۶۹۲ نفر است.